# Suhail

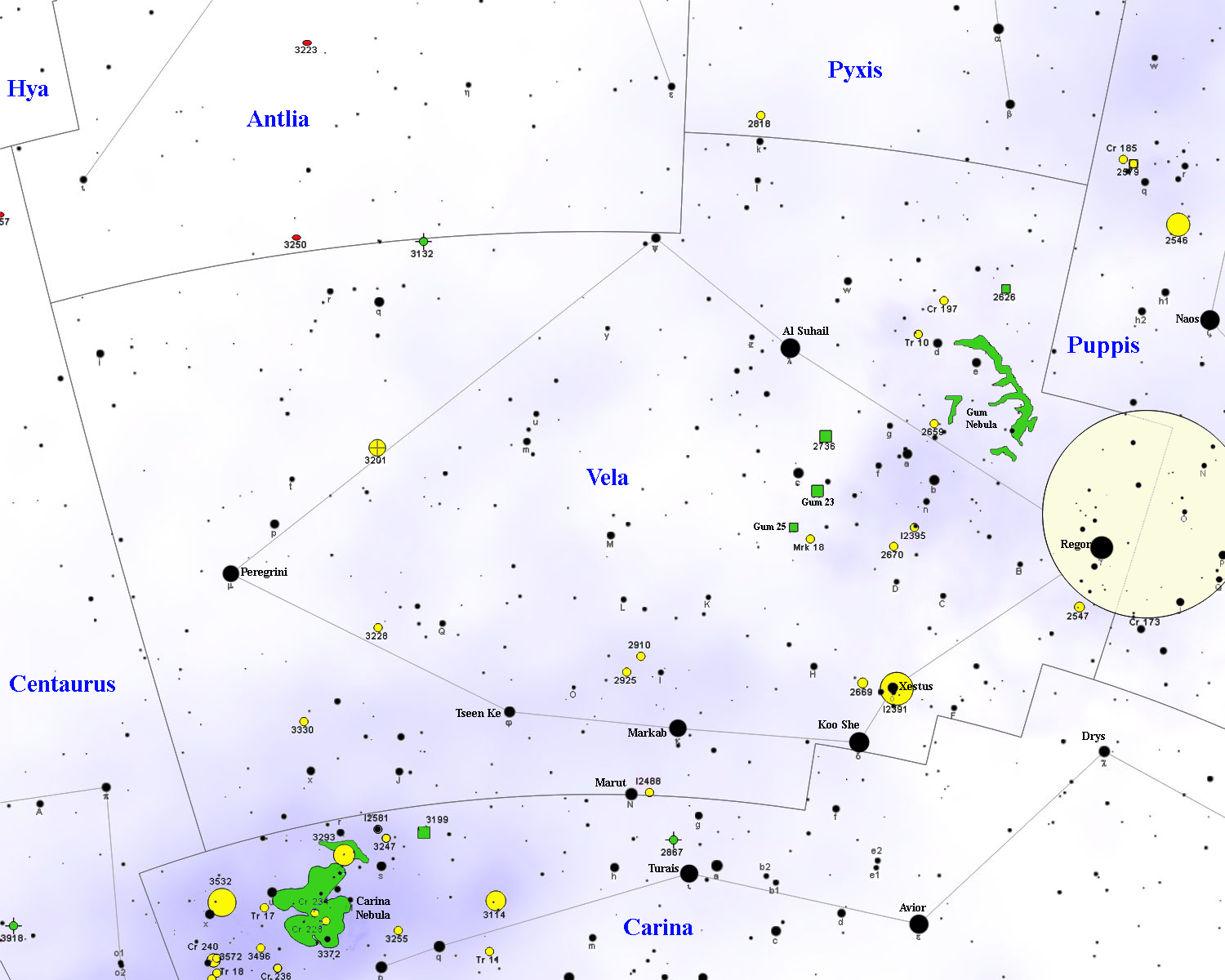
Lambda Velorum a la seva constel·lació

Suhail (Lambda de la Vela / λ Velorum) és la tercera estrella més brillant de la constel·lació de la Vela, la vela de la nau Argó, després de  γ Velorum i  δ Velorum. És una  variable irregular la sevamagnitud aparent varia entre +2,14 i +2,30. Es troba a uns 570  anys llum de la Terra.
Suhail és una supergegant o estrella gegant lluminosa de tipus espectral K4.5Ib-II de color ataronjat, amb una lluminositat d'11.000 sols i una temperatura estimada de 4000  K. Amb un diàmetre 207 vegades més gran que el del Sol, si estigués situada al centre del sistema solar arribaria pràcticament fins a l'òrbita terrestre.
La seva massa estimada és d'unes 9  masses solars, i com correspon a estrelles tan massives, la seva vida és curta: amb una edat aproximada de només 27 milions d'anys està en una fase avançada de la seva  evolució transformant l'heli a carboni en el seu nucli intern. Està just per sobre del límit en què les estrelles acaben explotant. En aquest cas acabarà com una supernova o si no fos així conclourà com una nana blanca massiva d'oxigen-neó.